# Bhavana
Pour l'actrice contemporaine, voir Bhavana (actrice).
Bhavana (sanskrit : bhāvanā ; pali : bhāvanā) signifie « création mentale »,  « développement mental »,  « méditation », « contemplation » ou encore « pratique ».
Utilisé dans le bouddhisme et certaines écoles de philosophie indienne, ce terme se voit souvent associé à un autre mot, et s'emploie donc fréquemment en composition (ou mot composé).
C’est également le nom d’une Upanishad mineure, la Bhavana Upanishad (en).

## Bouddhisme
Dans le bouddhisme, notamment theravāda, les pratiques associées au terme bhāvanā sont par exemple : 
- samatha-bhāvanā : le développement de la quiétude (samatha), c’est-à-dire la concentration (samādhi), qui purifie des cinq empêchements (nīvaraṇa).
- vipassanā-bhāvanā : le développement de l’inspection (vipassanā), c’est-à-dire l’intelligence supérieure ou sagesse (paññā), qui produit les quatre stades de l'éveil et la libération de l’esprit[8].
- brahma-vihāra-bhāvanā : le développement des quatre incommensurables (bonté, compassion, joie altruiste, équanimité).

Le Bhāvanākrama (en) est un recueil de trois courts traités de Kamalaśīla sur les « étapes de la méditation » (sanskrit: bhavâna, « méditation » et krama, « étape, succession, ordre, série ») et c'est d'ailleurs sous ce titre que l'ouvrage est traduit en français.

## Hindouisme
On trouve ce terme dans plusieurs textes : le Mahābhārata, le Vedāntasāra, et des écrits de Shankaracharya.
Dans le rituel hindou l'officiant utilise des gestes de mains (mudrā) en association avec des mantra et une concentration mentale (bhāvanā) sur l'acte sacré.